# Castello di Sorrivoli
Il castello di Sorrivoli è una rocca nella omonima frazione di Roncofreddo, in provincia di Forlì-Cesena.

## Storia

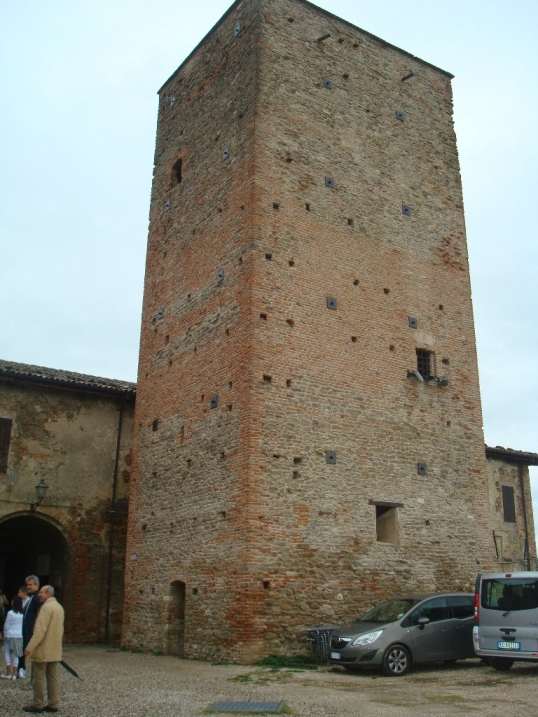
Maschio all'interno della corte del castello.

Dalle fonti si ricava che "Castrum Sorrivoli" fu parte dei domini della chiesa ravennate dal 970 fino al 1228; nel 1237 venne preso dai Malatesta di Sogliano che lo tennero fino al 1290 quando venne conquistato dalla chiesa di Roma che, nel 1302, lo restituì alla chiesa ravennate; poco dopo venne conquistato da Agnello Articuni che lo tenne fino al 1333 quando divenne della  signoria della città di Cesena; venne ripreso dalla chiesa ravennate circa quaranta anni dopo e, nel 1517, la famiglia riminese dei Roverella si insediò nel castello. Venne donato nel secondo dopoguerra dalla famiglia Vidam per farvi costruire all'interno una chiesa in sostituzione di quella distrutta nel 1944.
Dal 2023 è a rischio di crollo a causa di una frana che interessa il colle sul quale è stato costruito.

## Architettura
La pianta è rettangolare; si accede al castello dal lato nord, attraverso un ponte in muratura che ha sostituito un ponte levatoio sul fossato. L'edificio risale al periodo malatestiano, anche se la famiglia Roverella lo modificò notevolmente per renderlo una residenza, modificando il lato settentrionale, mentre i restanti tre lati sono costituiti da alte murature che contengono il terrapieno avente agli angoli torrioni a base quadrangolare. All'interno della corte vi è un maschio privo di merlatura. I sotterrai che si trovano al di sotto della parete nord sono ampi ambienti voltati a botte adibiti, fino al secolo XVI, a scuderie.